# Hill-sachslaesie
Een hill-sachslaesie (ook wel impressiefractuur van Hill-Sachs genoemd) is een corticale depressie (deuk) in de kop van het opperarmbeen (humerus). Dit letsel ontstaat door het krachtig stoten van de humeruskop tegen de voorste rand onderaan de cavitas glenoides (ook wel de kom van het schoudergewricht genoemd). Een hill-sachslaesie kan optreden bij schouderontwrichtingen waarbij de humeruskop naar voren verplaatst is (schouderluxatie naar voren).

## Naamgeving
Dit letsel is vernoemd naar de radiologen Harold Arthur Hill (1901-1973) en Maurice David Sachs (1909-1987) uit San Francisco. In 1940 publiceerden beiden een rapport van 119 gevallen van schouderluxatie waarin ze aantoonden dat er letsel optrad ten gevolge van de compressie van de humeruskop. Voor dit rapport was dit letsel reeds bekend maar het mechanisme dat hierachter schuilging was nog niet ontrafeld.

## Oorzaak
De laesie komt slechts voor bij schouderluxaties naar voren. Wanneer de humeruskop uit de gewrichtskom (cavitas glenoidalis) gedreven wordt, komt de relatief zachte kop tegen de voorste rand van de kom. Dit resulteert in een vervlakking van de humeruskop, meer bepaald aan de posterolaterale (achter-zijkant) kant. Meestal wordt een schouderluxatie veroorzaakt door een ongeval. Als de schouder vaak uit de kom gaat, kan de oorzaak echter veelzijdig zijn omdat het schoudergewricht dan instabiel geworden is. Sporten, vallen, gooien, reiken en trekken aan de arm kunnen oorzaken zijn van een schouderluxatie.